# Захаров, Андрей Сергеевич
Андрей Сергеевич Захаров (6 октября 1936 — 20 декабря 2005) — советский и российский хоккейный судья всесоюзного (1968) и международного (1969) уровней, а также конструктор.

## Биография
Родился 6 октября 1936 года.
Начиная с 1958 года начал свою судейскую карьеру и с 1967 года судил матчи высшей лиги, а в 1973 году судил матчи Чемпионата Мира по хоккею с мячом. В период с 1969 по 1976 год был признан лучшим хоккейным судьёй СССР, одновременно с этим работал также по своей специальности — в Москве работал конструктором. После распада СССР был принят в штат ФХР, где работал до смерти.
Награждён медалью ордена «За заслуги перед Отечеством» II степени (1996).
Скончался 20 декабря 2005 года.